# Occidenchthonius cassolai
Espèce
Synonymes
- Chthonius cassolai Beier, 1973

Occidenchthonius cassolai est une espèce de pseudoscorpions de la famille des Chthoniidae.

## Distribution
Cette espèce est endémique de Sardaigne en Italie,. Elle se rencontre dans des grottes du Sud-Est de l'île.

## Description
Le mâle holotype mesure 1,5 mm et les femelles de 2 à 2,2 mm.

## Étymologie
Cette espèce est nommée en l'honneur de Fabio Cassola.

## Publication originale
- Beier, 1973 : Neue Funde von Höhlen-Pseudoskorpionen auf Sardinien. Annalen des Naturhistorischen Museums in Wien, vol. 77, p. 163-166 (texte intégral).